# Mona Yamamoto
Pour les articles homonymes, voir Yamamoto.
Mona Yamamoto (山本 モナ, Yamamoto Mona, née le 11 février 1976 à Onomichi, Préfecture d'Hiroshima, Japon)  est une présentatrice de télévision norvégio-japonaise. Son père est norvégien et elle devient un citoyenne japonaise à l'âge de 6 ans.
Une fois diplômée de l'Université Gakushūin, Mona devient présentatrice à l'Asahi Broadcasting Corporation. Elle présente la série Jackass au Japon. En septembre 2006, elle travaille brièvement pour le programme d'actualités de Tokyo Broadcasting System News23.
Elle répugne à l'attention du public pendant un temps, et quitte son poste de présentatrice à Fuji Television après une affaire scandaleuse avec Tomohiro Nioka, un joueur marié de baseball des Yomiuri Giants, en 2008. Elle présente plus tard ses excuses et annonce son intention de retourner dans le monde du divertissement.
En 2010, elle épouse le président d'une société d'investissement immobilier. Le 30 juin 2011, Yamamoto annonce qu'elle prend sa retraite de la vie publique.